# ماکارف
ماکارُف (به روسی: Пистолет Макарова) پیستول نیمه خودکاری است که پس از جنگ جهانی دوم در شوروی طراحی شد و از سال ۱۹۵۱ تا ۱۹۹۱ اسلحه کمری سازمانی ارتش سرخ بود. ماکارف را روس‌ها با هدف ساخت یک سلاح کوچک‌تر، ایمن‌تر و پرتوان‌تر از سلاح کمری استاندارد قبلی خود (تکارف) طراحی کردند.
ماکارف از فشنگ ۱۸×۹ م‌م (که از ابتدا برای این تفنگ ساخته شد) و سامانه عقب‌زنی گاز گلوله برای شلیک استفاده می‌کند. این اسلحه به نسبت سلاح‌های کمری دیگر ساده و کوچک و ارزان است اما معایب اصلی آن قدرت مرگباری پایین و ظرفیت کم است.
گونه بهینه‌سازی شده از این تفنگ ماکارف پی‌ام‌ام نام دارد.
قدرت گلوله آن در هنگام خروج از دهانه به ۳۰۶ ژول می‌رسد.